# BIS : Das Magazin der Bibliotheken in Sachsen
BIS : Das Magazin der Bibliotheken in Sachsen informierte über besondere Bestände, Projekte und Dienstleistungen in den sächsischen Bibliotheken. Seit 2008 wurde die Zeitschrift BIS von der Sächsischen Landesbibliothek – Staats- und Universitätsbibliothek Dresden herausgegeben. Die Zeitschrift will die zentrale Rolle der Bibliotheken in der Kultur- und Bildungslandschaft veranschaulichen und wendet sich vor allem an Meinungsführer in Politik, Wirtschaft und Verwaltung sowie die breite interessierte Öffentlichkeit. 
Die Zeitschrift war ein Gemeinschaftswerk der sächsischen Bibliothekarinnen und Bibliothekare und lenkte den Blick auf die Arbeit aller öffentlichen und wissenschaftlichen Bibliotheken im Freistaat Sachsen.
Die Zeitschrift erschien von 2008 bis 2017 viermal im Jahr. Sie kann als PDF gebührenfrei gelesen werden. Die Artikel der Zeitschrift sind zusätzlich auf dem Sächsischen Dokumenten- und Publikationsserver Qucosa hinterlegt.